# Coastal-Class-Luftschiff
Die Coastal-Class-Luftschiffe waren Prallluftschiffe, die zur Zeit des Ersten Weltkrieges von britischen Royal Naval Air Service (RNAS) zum Schutz der englischen Küsten vor deutschen Luftschiff- und U-Boot-Angriffen entwickelt wurden.
Sie waren eine Weiterentwicklung der Sea-Scout-Klasse, sie waren etwas größer, konnten länger in der Luft bleiben und eine größere Bombenzuladung tragen. Eine ihrer Hauptaufgaben war die Bewachung von Konvois.
Um die Kosten gering zu halten wurden, soweit möglich bereits vorhandene Technologien und Ausrüstungen eingesetzt. So konnte auch eine höhere Produktionskapazität erreicht werden. Es wurden 45 Schiffe dieser Klasse während des Ersten Weltkrieges gebaut. Das erste wurde als Versuchs- und Ausbildungsschiff Ende 1915 in Dienst gestellt. 1916 wurden etwa 30 Schiffe dieses Typs an verschiedenen Standorten stationiert. Davon wurden nur zwei durch Feindeinwirkung zerstört.
Es gab zwei Typen von Coastal-Luftschiffen, ein Standard-Coastal und eine später verbesserte C-Klasse (C-Star).

## Technische Daten
Die Gondel wurde aus zwei gekürzten Flugzeugrümpfen zusammengesetzt.
- Länge: 59,6 m (195 ft, 6 in)
- Durchmesser: 11,28 m (37 ft)
- Höhe: 15,85 m (52 ft)
- Volumen: 4815 m³ (170.000 cft)
- Einsatzdauer bis zu 22 h
- Antrieb: 2× 112 kW (150 PS)-Sunbeam-Motoren, später ersetzt durch 164 kW-Motoren (220-PS)
- Kraftstoffvorrat: bis zu 1.000 l (220 gal)
- Steigrate bis zu ca. 300 m/min (1000 ft/min)
- Gipfelhöhe: bis zu ca. 2440 m (8000 ft)
- Höchstgeschwindigkeit: etwa 80 km/h
- Bewaffnung: 2 Maschinengewehre und Bomben
- Kommunikation: Die Luftschiffe waren mit einem Funkgerät ausgerüstet.